# 937-й истребительный авиационный полк
937-й Неманский Краснознамённый истребительный авиационный полк (937-й иап) — воинская часть Военно-воздушных сил (ВВС) Вооружённых Сил РККА, принимавшая участие в боевых действиях Великой Отечественной войны.

## Наименования полка
За весь период своего существования полк несколько раз менял своё наименование:
- 937-й истребительный авиационный полк
- 937-й Неманский истребительный авиационный полк
- 937-й Неманский Краснознамённый истребительный авиационный полк
- Полевая почта 15485

## Создание полка
937-й истребительный авиационный полк сформирован 3 июля 1942 года в Московском военном округе на аэродроме Люберцы.

## Расформирование полка
937-й Неманский Краснознамённый истребительный авиационный полк расформирован 15 декабря 1945 года вместе с 322-й иад во 2-й ВА Центральной группы войск в Венгрии

## В действующей армии
В составе действующей армии:
- с 25 июня 1943 года по 20 августа 1943 года,
- с 17 октября 1943 года по 6 марта 1944 года,
- с 20 июня 1944 года по 10 сентября 1944 года,
- с 14 ноября 1944 года по 11 мая 1945 года.

## Командиры полка
| Звание                       | Имя                        | Период                  | Примечание |
| ---------------------------- | -------------------------- | ----------------------- | ---------- |
| майор                        | Свиргун Илья Тихонович     | 07.1942 — 05.1943       |            |
| майор                        | Кольцов Алексей Иванович   | 05.1943 — 07.11.1943    | погиб      |
| капитан, майор, подполковник | Косолапов Филипп Макарович | 10.11.1943 — 15.12.1945 |            |

## В составе соединений и объединений
| Период        | Фронт (округ)                        | армия                | корпус                                | дивизия                                  | примечание    |
| ------------- | ------------------------------------ | -------------------- | ------------------------------------- | ---------------------------------------- | ------------- |
| 03.07.1942 г. | Московский военный округ             | ВВС МВО              |                                       |                                          | Люберцы       |
| 06.06.1943 г. | Резерв Верховного Главнокомандования | Авиация Резерва ВГК  | 7-й смешанный авиационный корпус      |                                          | Ла-5          |
| 25.06.1943 г. | Резерв Верховного Главнокомандования | Авиация Резерва ВГК  | 2-й истребительный авиационный корпус | 322-я истребительная авиационная дивизия | Ла-5          |
| 11.07.1943 г. | Брянский фронт                       | 15-я воздушная армия | 2-й истребительный авиационный корпус | 322-я истребительная авиационная дивизия | Ла-5          |
| 21.08.1943 г. | Резерв Верховного Главнокомандования | Авиация Резерва ВГК  | 2-й истребительный авиационный корпус | 322-я истребительная авиационная дивизия | Ла-5          |
| 17.10.1943 г. | Калининский фронт                    | 3-я воздушная армия  | 2-й истребительный авиационный корпус | 322-я истребительная авиационная дивизия | Ла-5          |
| 20.10.1943 г. | 1-й Прибалтийский фронт              | 3-я воздушная армия  | 2-й истребительный авиационный корпус | 322-я истребительная авиационная дивизия | Ла-5          |
| 07.03.1944 г. | Резерв Верховного Главнокомандования | Авиация Резерва ВГК  | 2-й истребительный авиационный корпус | 322-я истребительная авиационная дивизия | Ла-5          |
| 20.06.1944 г. | 3-й Белорусский фронт                | 1-я воздушная армия  | 2-й истребительный авиационный корпус | 322-я истребительная авиационная дивизия | Ла-5          |
| 10.09.1944 г. | Резерв Верховного Главнокомандования | Авиация Резерва ВГК  | 2-й истребительный авиационный корпус | 322-я истребительная авиационная дивизия | Ла-5          |
| 14.11.1944 г. | 1-й Украинский фронт                 | 2-я воздушная армия  | 2-й истребительный авиационный корпус | 322-я истребительная авиационная дивизия | Ла-5          |
| 01.03.1945 г. | 1-й Украинский фронт                 | 2-я воздушная армия  | 2-й истребительный авиационный корпус | 322-я истребительная авиационная дивизия | Ла-5, Ла-7    |
| 11.05.1945 г. | 1-й Украинский фронт                 | 2-я воздушная армия  | 2-й истребительный авиационный корпус | 322-я истребительная авиационная дивизия | Ла-5, Ла-7    |
| 10.06.1945 г. | Центральная группа войск             | 2-я воздушная армия  | 2-й истребительный авиационный корпус | 322-я истребительная авиационная дивизия | Ла-7          |
| 15.12.1945 г. | Центральная группа войск             | 2-я воздушная армия  | 2-й истребительный авиационный корпус | 322-я истребительная авиационная дивизия | расформирован |

## Первая победа полка в воздушном бою
Первая известная воздушная победа полка в Великой Отечественной войне одержана 12 июля 1943 года: старший лейтенант Митенков Н. М. в воздушном бою в районе д. Петуховка сбил немецкий бомбардировщик Ju-87.

## Участие в операциях и битвах
- Курская битва — с 12 июля 1943 года по 23 августа 1943 года:
  - Орловская стратегическая наступательная операция[4] — с 12 июля 1943 года по 18 августа 1943 года.
  - Белгородско-Харьковская операция[4] — с 3 августа 1943 года по 23 августа 1943 года.
- Брянская операция[4] — с 1 сентября 1943 года по 3 октября 1943 года
- Невельская наступательная операция[4] — с 6 октября 1943 года по 31 декабря 1943 года
- Городокская операция[4] — с 6 октября 1943 года по 31 декабря 1943 года
- Витебско-Оршанская операция — с 23 июня 1944 года по 28 июня 1944 года.
- Белорусская операция — с 23 июня 1944 года по 29 августа 1944 года.
- Сандомирско-Силезская операция[4] — с 12 января 1945 года по 23 февраля 1945 года.
- Берлинская наступательная операция[4] — с 16 апреля 1945 года по 8 мая 1945 года.
- Пражская операция — с 6 мая 1945 года по 11 мая 1945 года.

## Почётные наименования
- 937-му истребительному авиационному полку за отличие в боях по прорыву обороны немцев на реке Неман 12 августа 1944 года Приказом НКО СССР присвоено почётное наименование «Неманский»[5]

## Награды
- 937-й Неманский истребительный авиационный полк 19 февраля 1945 года Указом Президиума Верховного Совета СССР за образцовое выполнение боевых заданий командования при выходе на реку Одер и овладение городами Милич, Бернштадт, Намслау, Карльсмаркт, Тост, Бишофсталь и проявленные при этом доблесть и мужество награждён орденом Красного Знамени.

## Отличившиеся воины полка
- Бычков Семён Трофимович, капитан, штурман 937-го истребительного авиационного полка 322-й истребительной авиационной дивизии 2-го истребительного авиационного корпуса 2-й воздушной армии 2 сентября 1943 года удостоен звания Герой Советского Союза. Золотая Звезда № 1117. Впоследствии лишён звания.
- Кольцов Алексей Иванович, майор, командир 937-го истребительного авиационного полка 322-й истребительной авиационной дивизии 2-го истребительного авиационного корпуса 2-й воздушной армии 2 сентября 1943 года удостоен звания Герой Советского Союза. Золотая Звезда № 1118.

## Благодарности Верховного Главнокомандования

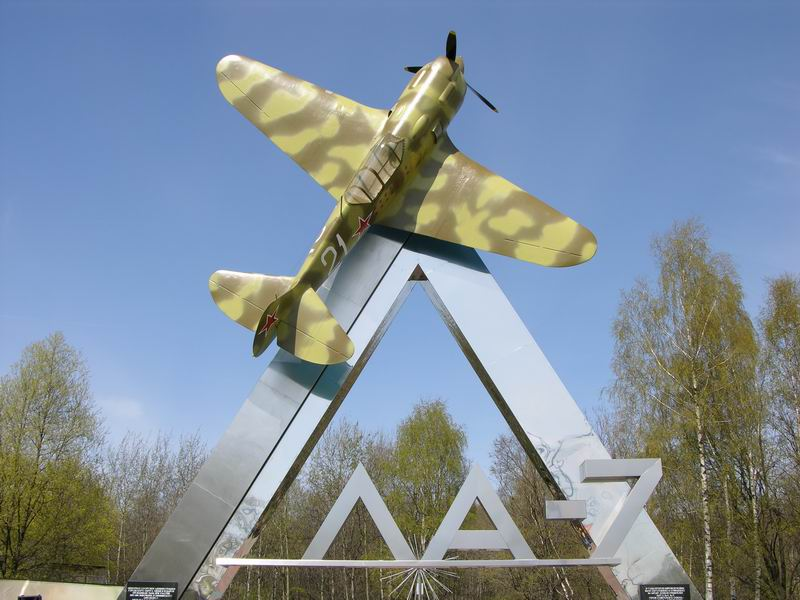
г. Химки, памятник Ла-7

За проявленные образцы мужества и героизма Верховным Главнокомандующим лётчикам полка в составе дивизии объявлялись благодарности:
- За освобождение города Пиотркув[6]
- За овладение городами Нейштедтель, Нейзальц, Фрейштадт, Шпроттау, Гольдберг, Яуэр, Штригау[7]
- за овладение городами Грюнберг, Зоммерфельд и Зорау[8]

За проявленные образцы мужества и героизма Верховным Главнокомандующим лётчикам полка в составе корпуса объявлялись благодарности:
- За освобождение города Витебск[9]
- За освобождение города Орша[10]
- За форсирование реки Неман[11]
- За овладение городом и крепостью Каунас (Ковно)[12]
- За овладение городами Крайцбург, Розенберг, Питшен, Ландсберг и Гуттентаг[13]
- За овладение городами Лигниц, Штейнау, Любен, Гайнау, Ноймаркт и Кант[14]
- За овладение городом и крепостью Глогау[15]
- За овладение городами Котбус, Люббен, Цоссен, Беелитц, Лукенвальде, Тройенбритцен, Цана, Мариенфельде, Треббин, Рангсдорф, Дидерсдорф, Тельтов и вступление с юга в столицу Германии город Берлин[16]
- За овладение городами Науен, Эльшталь, Рорбек, Марквардт, Кетцин[17]
- За овладение городом Берлин[18]
- За овладение городом Дрезден[19]
- За освобождение города Прага[20]

## Асыполка
Лётчики полка, сбившие 5 и более самолётов противника за годы Великой Отечественной войны:
| Ф. И. О.                            | Количество сбитых лично | Количество сбитых в группе | Количество боевых вылетов | Количество проведённых воздушных боёв |
| ----------------------------------- | ----------------------- | -------------------------- | ------------------------- | ------------------------------------- |
| Бычков Семён Трофимович             | 10                      | 5                          | 230                       | 60                                    |
| Власенко Георгий Григорьевич        | 10                      | 0                          | 137                       | 30                                    |
| Говоров Анатолий Иванович           | 11                      | 1                          | -                         | -                                     |
| Горев Сергей Львович                | 5                       | 2                          | -                         | -                                     |
| Горсков Максим Ильич                | 6                       | 2                          | 78                        | 12                                    |
| Золотарёв Дмитрий Степанович        | 5                       | 0                          | -                         | -                                     |
| Косолапов Филипп Макарович          | 11                      | 9                          | 300                       | 33                                    |
| Кошелев Иван Тимофеевич             | 9                       | 2                          | 92                        | -                                     |
| Ландик Иван Иванович                | 16                      | 2                          | 160                       | 38                                    |
| Лозовой Ефим Ефимович               | 7                       | 6                          | 350                       | -                                     |
| Мироненко Семён Сергеевич           | 7                       | 0                          | -                         | -                                     |
| Митенков Николай Михайлович         | 13                      | 2                          | -                         | -                                     |
| Мизеев Виктор Семёнович             | 6                       | 1                          | -                         | -                                     |
| Прижигалинский Александр Алексеевич | 6                       | 0                          | -                         | -                                     |
| Селиванов Пётр Васильевич           | 5                       | 0                          | 108                       | -                                     |
| Сухомлинов Иосиф Михайлович         | 9                       | 0                          | -                         | -                                     |
| Хмеличек Юрий Адольфович            | 6                       | 1                          | 114                       | -                                     |

## Статистика боевых действий
Всего за годы Великой Отечественной войны полком:
| Выполнено боевых вылетов | Сбито самолётов в воздухе | Уничтожено самолётов всего |
| ------------------------ | ------------------------- | -------------------------- |
| 2629                     | 193                       | 238                        |

Свои потери:
| Потеряно самолётов, всего | Погибло лётчиков всего | Из них погибло в воздушных боях | Из них не вернулось с боевого задания | Сбито ЗА | Из них погибло в авиакатастрофах | Из них прочие небоевые |
| ------------------------- | ---------------------- | ------------------------------- | ------------------------------------- | -------- | -------------------------------- | ---------------------- |
| 65                        | 32                     | 15                              | 10                                    | 2        | 5                                | -                      |

## Самолёты на вооружении
| Период      | Самолёты |
| ----------- | -------- |
| 1942 — 1943 | ЛаГГ-3   |
| 1943 — 1944 | Ла-5     |
| 1944 — 1945 | Ла-7     |